# 아나스타시야 쿠즈미나
아나스타시야 블라디미로브나 쿠즈미나(슬로바키아어: Anastasiya Vladimirovna Kuzmina, 러시아어: Анастаси́я Влади́мировна Кузьмина́ 아나스타시야 블라디미로브나 쿠지미나[*], 1984년 8월 28일~), 또는 아나스타지아 쿠즈미노바(슬로바키아어: Anastázia Kuzminová)는 러시아 태생 슬로바키아의 바이애슬론 선수이다. 
결혼 후 출산 문제로 러시아 바이애슬론 연맹과 대회 참가 문제로 갈등을 빚자 슬로바키아로 활동 무대를 옮겼다. 2008년 슬로바키아 국적을 취득하여 슬로바키아 국가대표팀 소속으로 대회에 참가했다. 2010년 동계 올림픽 스프린트 부문에서 슬로바키아 선수로는 사상 처음으로 동계 올림픽에서 금메달을 땄으며, 추척 부문에서도 은메달을 획득했다. 2014년 동계 올림픽 스프린트에서 다시 금메달을 획득하여 올림픽 2연패를 달성했다. 

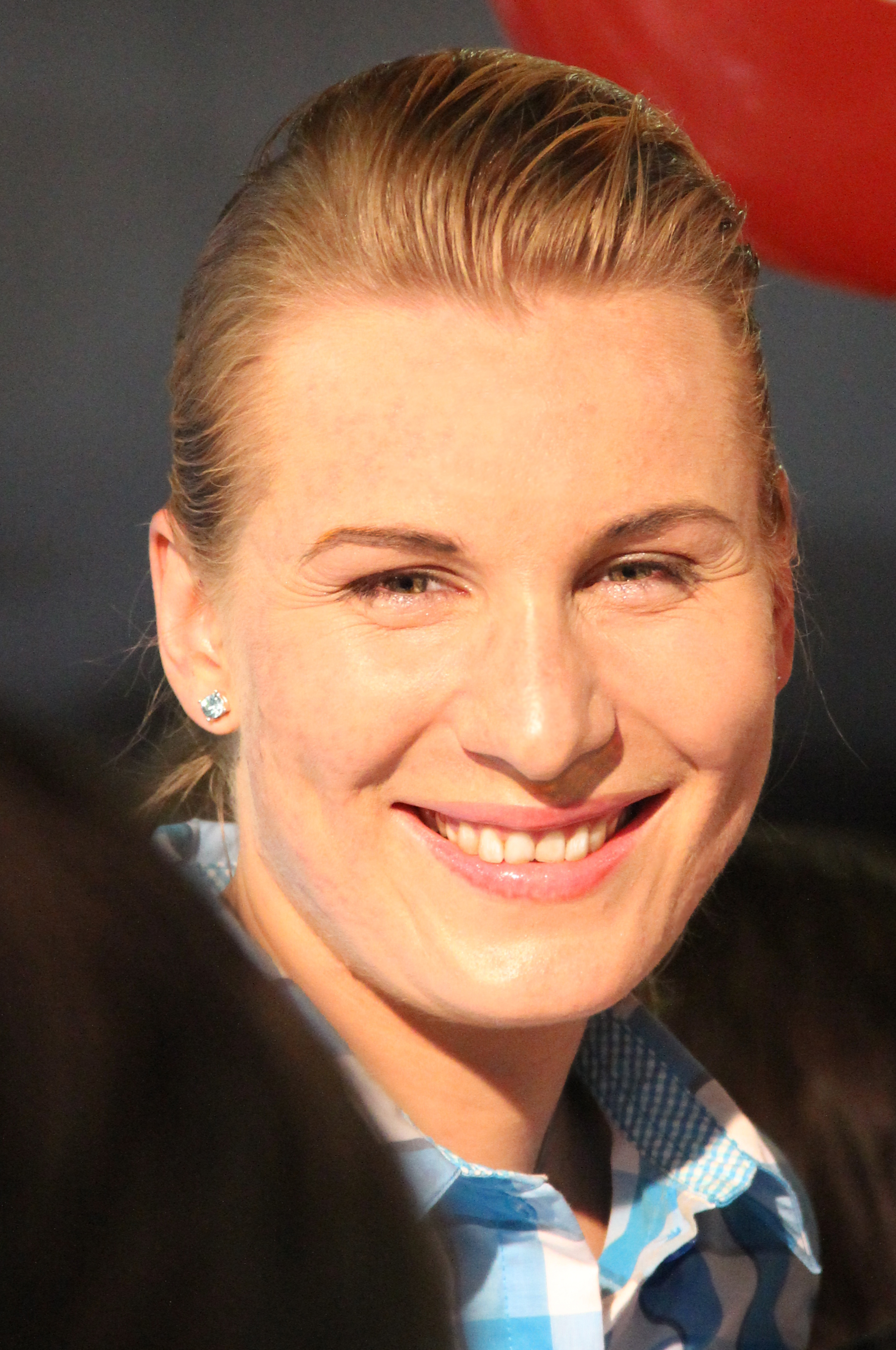
쿠즈미나(2015년)

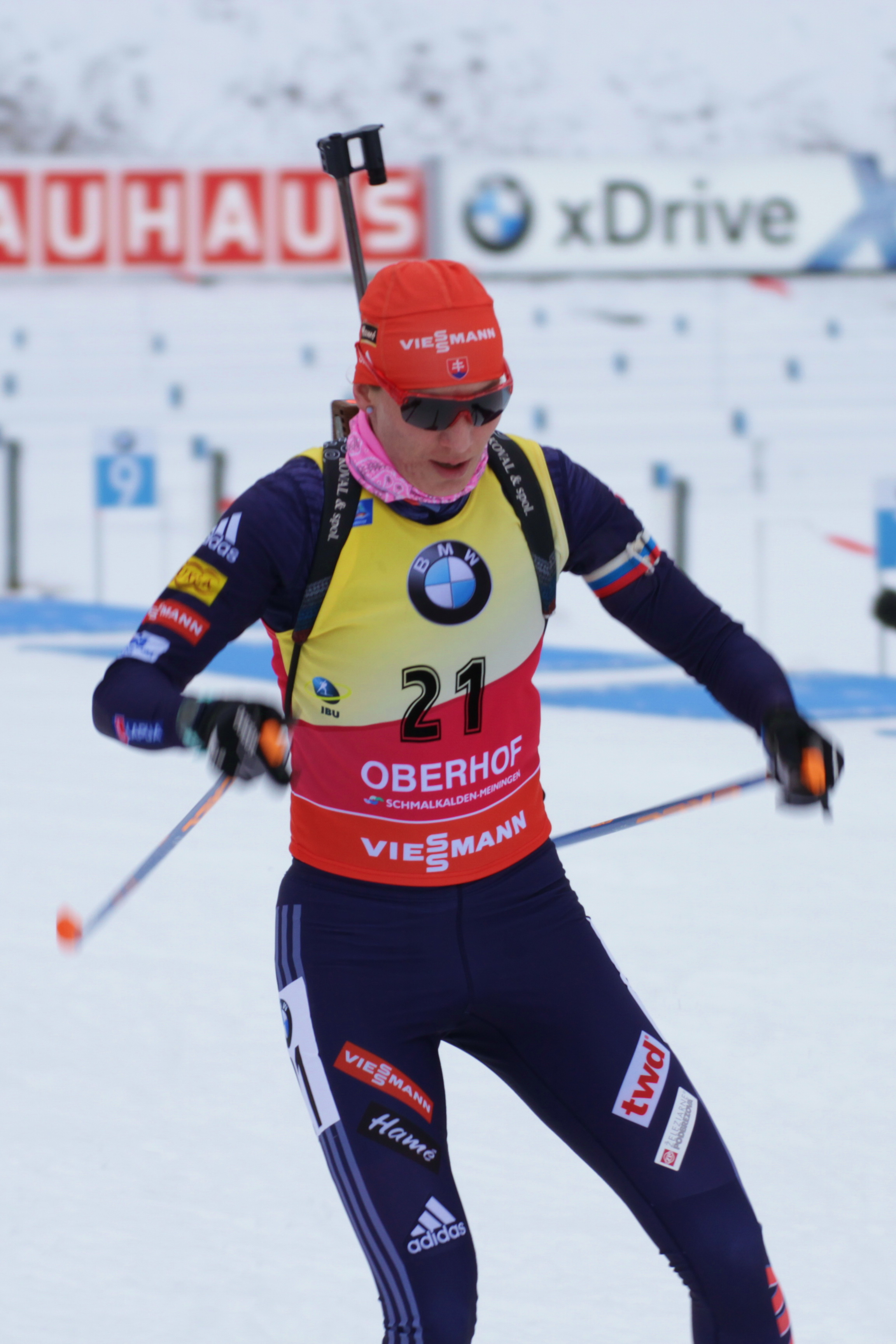
2018년 5월 오버호프 월드컵 당시의 쿠즈미나

## 개인사
쿠즈미나의 태어났을 때의 이름은 아나스타시야 블라디미로브나 시풀리나(러시아어: Анастаси́я Влади́мировна Шипу́лина)였다. 그녀는 러시아 태생 이스라엘 국적의 크로스컨트리 스키 선수 다니엘 쿠즈민과 결혼했고 남편의 성을 따라 성을 쿠즈미나로 고쳤다.
남동생 안톤 시풀린도 바이애슬론 선수로, 러시아 국가대표 선수로서 2010년 동계 올림픽 계주 동메달, 2014년 동계 올림픽 계주 금메달을 땄다.

## 성적

### 올림픽
| 년도   | 개최지        | 개인 | 스프린트 | 추적 | 단체출발 | 계주   | 혼성계주 |
| ------ | ------------- | ---- | -------- | ---- | -------- | ------ | -------- |
| 2010년 | 캐나다 밴쿠버 | 39위 | 금       | 은   | 8위      | 13위   | 미개최   |
| 2014년 | 러시아 소치   | 27위 | 금       | 6위  | 28위     | 미참가 | 5위      |
| 2018년 | 대한민국 평창 | 은   | 13위     | 은   | 금       | 5위    | DNF      |

### 세계 선수권
| 년도   | 개최지              | 개인                   | 스프린트               | 추적                   | 단체출발               | 계주                   | 혼성계주 |
| ------ | ------------------- | ---------------------- | ---------------------- | ---------------------- | ---------------------- | ---------------------- | -------- |
| 2009년 | 대한민국 평창       | 29위                   | 7위                    | 17위                   | 은                     | 13위                   | 10위     |
| 2010년 | 러시아 한티만시스크 | 올림픽 시즌으로 미개최 | 올림픽 시즌으로 미개최 | 올림픽 시즌으로 미개최 | 올림픽 시즌으로 미개최 | 올림픽 시즌으로 미개최 | 14위     |
| 2011년 | 러시아 한티만시스크 | 9위                    | 동                     | 6위                    | 10위                   | 7위                    | 12위     |
| 2012년 | 독일 루폴딩         | 10위                   | 10위                   | 19위                   | 8위                    | 8위                    | 7위      |
| 2013년 | 체코 노베메스토     | 4위                    | 17위                   | 14위                   | 15위                   | 8위                    | 7위      |
| 2015년 | 핀란드 콘티오라흐티 | —                      | —                      | —                      | —                      | —                      | —        |
| 2016년 | 노르웨이 오슬로     | —                      | —                      | —                      | —                      | —                      | —        |
| 2017년 | 오스트리아 호흐필첸 | —                      | 8위                    | 13위                   | 22위                   | 8위                    | —        |